# راينسبرغ
راينسبرغ (بالألمانية: Rheinsberg) هي مدينة وبلدية في منطقة أوستبريجنيتز-روبين في براندنبورغ بألمانيا. وتقع على نهر رين على بعد حوالي 20 كم شمال شرق نيوروبين وحوالي 75 كم شمال غرب برلين.

## توأمة
لراينسبرغ اتفاقيات توأمة مع كل من:
- هوبر هايتس
- Ascheberg [الإنجليزية]‏

## أعلام
- لوثار بومغارتن